# 166 Dywizja Piechoty (III Rzesza)
166 Dywizja Piechoty (niem. 166. Infanterie-Division)  – niemiecka dywizja z czasów II wojny światowej, sformowana na mocy rozkazu z 9 marca 1945, poza falą mobilizacyjną na poligonie Kopenhadze przez X Okręg Wojskowy.

## Struktura organizacyjna
- Struktura organizacyjna w marcu 1945 roku:

660., 661. i 662. pułk grenadierów, 1066. pułk artylerii, 1066. batalion pionierów, 400. batalion Volkssturmu;

## Dowódcy
- Generalleutnant Eberhard von Fabrice 9 III 1945 – 28 III 1945;
- Generalmajor Helmuth Walter 28 III 1945 – 31 III 1945;
- Generalleutnant Eberhard von Fabrice 31 III 1945 – 8 V 1945;